# لا جاوی
لا جاوی (به فرانسوی: La Javie) یک کمون (فرانسه) در فرانسه است که در canton of La Javie واقع شده‌است. لا جاوی ۳۷٫۲۷ کیلومتر مربع مساحت دارد ۸۰۰ متر بالاتر از سطح دریا واقع شده‌است.